# Citou
Citou – miejscowość i gmina we Francji, w regionie Oksytania, w departamencie Aude. Przez miejscowość przepływa rzeka Argent-Double. 
Według danych na rok 1990 gminę zamieszkiwało 90 osób, a gęstość zaludnienia wynosiła 5 osób/km² (wśród 1545 gmin Langwedocji-Roussillon Citou plasuje się na 811. miejscu pod względem liczby ludności, natomiast pod względem powierzchni na miejscu 433.).

## Zabytki
Zabytki w miejscowości posiadające status Monument historique:
- kaplica Saint-Jean (Chapelle Saint-Jean)
- zamek w Citou (Château de Citou)